# San Giuseppe Jato
San Giuseppe Jato es una localidad italiana de la provincia de  Palermo, región de Sicilia, con 8.792 habitantes.

Ubicación de la ciudad de San Giuseppe Jato dentro de la provincia de Palermo.

## Evolución demográfica
| Gráfica de evolución demográfica de San Giuseppe Jato entre 1861 y 2001 |
|                                                                         |
| Fuente ISTAT - Elaboración gráfica por parte de Wikipedia               |